# 圣莫里斯莱库什
圣莫里斯莱库什（法語：Saint-Maurice-lès-Couches，法語發音：[sɛ̃ moʁis lɛ kuʃ]，意为“库什附近的圣莫里斯”）是法国索恩-卢瓦尔省的一个市镇，属于欧坦区。

## 地理
圣莫里斯莱库什（46°52'47"N, 4°36'3"E）面积4.69 平方千米，位于法国勃艮第-弗朗什-孔泰大區索恩-卢瓦尔省，该省份为法国中部省份，北起顺时针与科多尔省、汝拉省、安省、罗讷省、卢瓦尔省、阿列省和涅夫勒省接壤。
与圣莫里斯莱库什接壤的市镇（或旧市镇、城区）包括：圣塞尔南迪普兰、库什、德拉西莱库什。
圣莫里斯莱库什的时区为UTC+01:00、UTC+02:00（夏令时）。

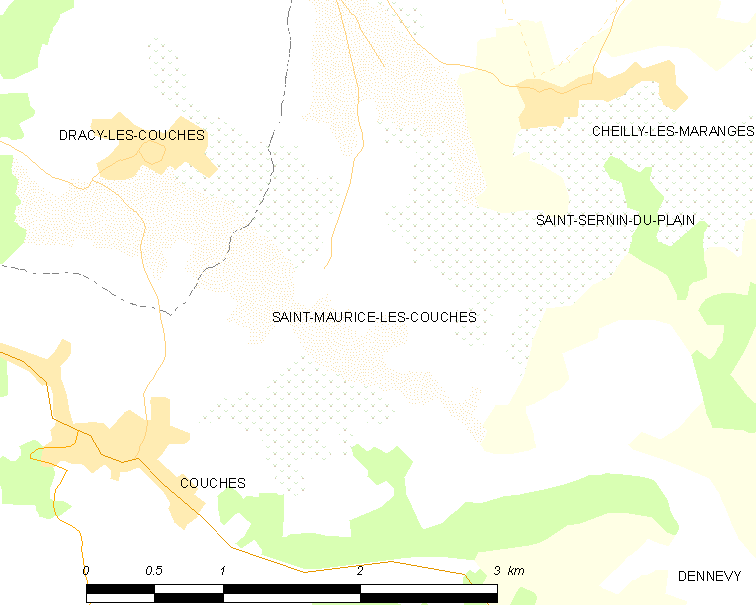
圣莫里斯莱库什的OSM定位图

## 行政
圣莫里斯莱库什的邮政编码为71490，INSEE市镇编码为71464。

## 政治
圣莫里斯莱库什所属的省级选区为沙尼县。

## 人口

1962-2008年间圣莫里斯莱库什人口变化图示

圣莫里斯莱库什于2022年1月1日时的人口数量为177人。